# Bonnyrigg
Bonnyrigg is een plaats in Midlothian, Schotland. De plaats ligt 13 kilometer ten zuiden van het centrum van Edinburgh, tussen de rivieren North Esk en South Esk. In 2020 telde Bonnyrigg 18.320 inwoners, waarmee het de grootste plaats van Midlothian is.
Bonyrigg heeft een voetbalclub, Bonnyrigg Rose Athletic, dat speelt in de Scottish League Two.

## Geschiedenis
Bonnyrigg verschijnt voor het eerst als klein dorp op de kaart van William Roy uit 1750, onder de naam Bonnebrig. Vanaf 1763 is het Bannockrigg of Bannoc Rig. In 1817 wordt het Bonny Ridge, in 1828 Bonny Rigg, Bonnyrig in 1834, Bonny Rig in 1850 en uiteindelijk wordt de naam gestandaardiseerd als Bonnyrigg op de Ordnance Survey kaart van 1850-1852. 
In 1865 werden de dorpjes Bonnyrigg, Red Row, Polton Street, Hillhead en Broomieknowe gecombineerd om de burgh Bonnyrigg te vormen. In 1881 werden Lasswade en een klein deel van Broomieknowe samengevoegd tot de burgh Lasswade. In 1929 voegden deze twee samen tot de burgh Bonnyrigg & Lasswade. Dit duurde 45 jaar, tot 1974/75, toen er hervormingen in het lokale bestuur kwamen. Bonnyrigg was een mijnstadje tot de jaren 20. De Henry Widnell & Stewart tapijtfabriek werd gesloten in 1994. In de twintigste eeuw breidde Bonnyrigg zich uit met de buurten Hopefield, Poltonhall en Waverley.
Het centrum dateert van de negentiende eeuw, hoewel de gebouwen aan de hoofdwegen herbouwd werden in de jaren 60. In 2006 werd het centrum opgeknapt voor £1.5 miljoen. Als onderdeel van het Midlothian Local Development Plan, zal het inwoneraantal aanzienlijk groeien in de jaren 20 van de 21e eeuw door onder andere woningbouwprojecten in Hopefield en Burnbrae. 

## Transport
Bonnyrigg ligt aan de B704 en de A6094, die elkaar kruisen op Bonyrigg Toll. De B704 vormt de verbinding met Lasswade naar het noordwesten en Gorebridge naar het zuidoosten. De A6094 verbindt Bonnyrigg met Dalkeith in het noordoosten en Rosewell in het zuidwesten. Ten oosten van de plaats loopt de A7, die loopt naar Edinburgh in het noorden en Gorebridge, Galashiels en uiteindelijk Carlisle.
Bonyrigg had tussen 1855 en 1962 een spoorwegstation aan de Peebles Railway. Sinds 2015 kan er gebruik gemaakt worden van het nabijgelegen station Eskbank aan de Borders Railway.

## Partnerstad
- Saint-Cyr-l'École (samen met Lasswade)

## Galerij

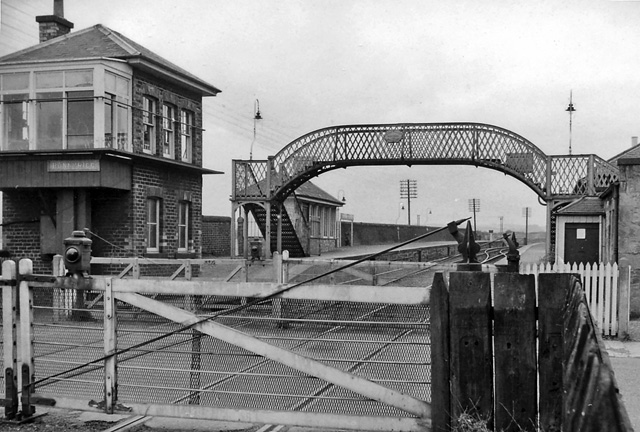
Het station Bonnyrigg in 1962
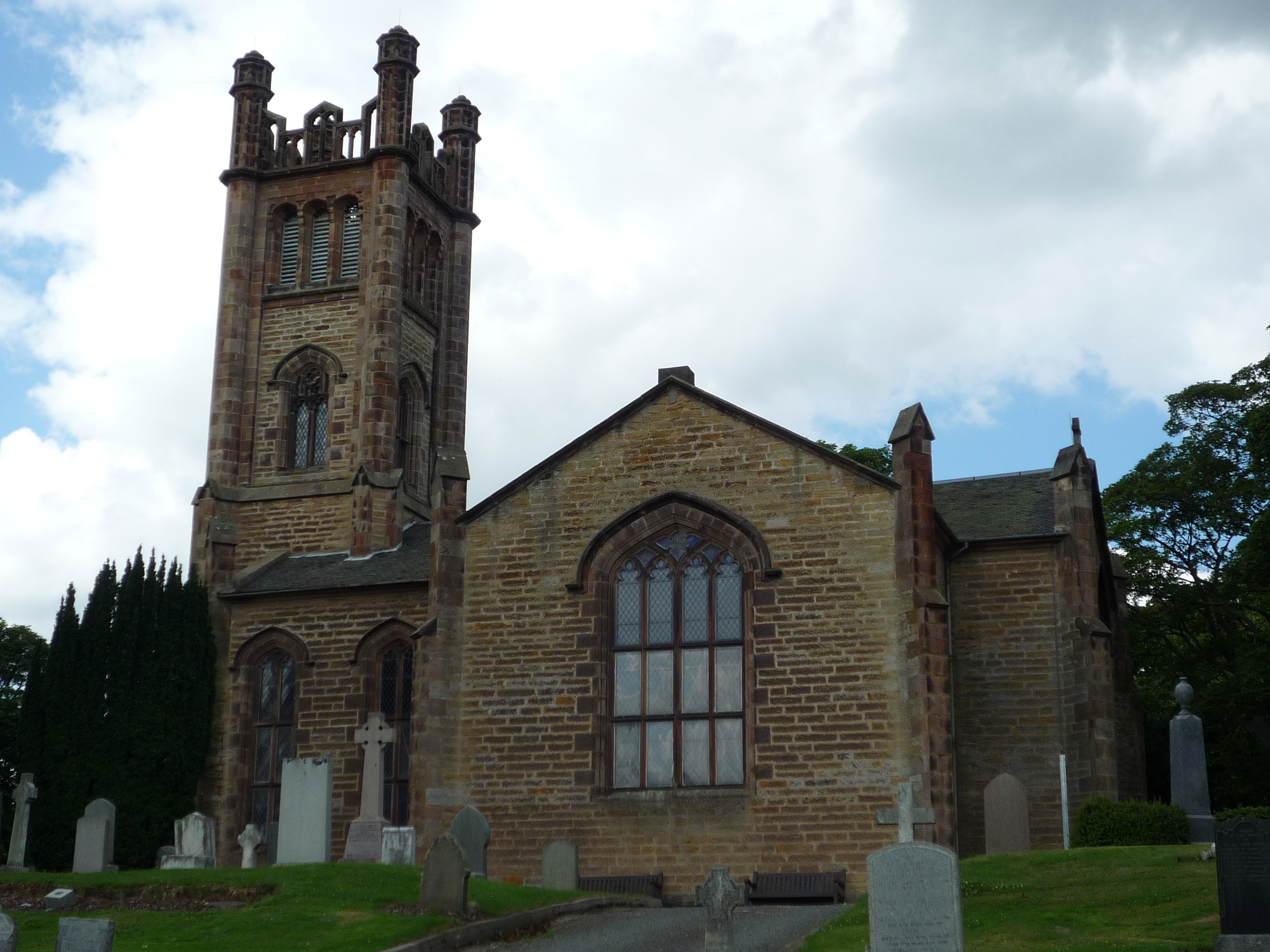
De Cockpen and Carrington Parish Church